# Bundesstraße 187
Pour les articles homonymes, voir B187 et Route 187.
La Bundesstrasse 187 est une Bundesstraße des Länder de Saxe-Anhalt et de Brandebourg.

## Géographie
La Bundesstraße 187 commence à Dessau-Roßlau comme l'Elbestrasse, le long de l'Elbe.
Au château de Wittenberg, la B 187 en tant que contournement méridional de Wittenberg s'unit à la Bundesstraße 2 et à quatre voies. Au croisement avec le pont de l'Elbe, le trafic de Wittenberg au-dessus de l’Elbe est groupé en tant que B 2 - mais la B 187 se situe plus au nord de l’Elbe en tant que répartiteur intra-urbain du flux de trafic.
La B 187 finit le long de la base aérienne de Holzdorf, à la frontière entre  la Saxe-Anhalt et le Brandebourg, à Schönewalde, en un croisement avec la Bundesstraße 101.

## Histoire
Le numéro 187 est attribué vers 1937.

## Source
- (de) Cet article est partiellement ou en totalité issu de l’article de Wikipédia en allemand intitulé « Bundesstraße 187 » (voir la liste des auteurs).